# Rhamdia laticauda
Rhamdia laticauda es una especie de pez de la familia Heptapteridae en el orden de los Siluriformes.

## Morfología
Los machos pueden llegar alcanzar los 22,5 cm de longitud total.

## Hábitat
Es un pez de agua dulce.

## Distribución geográfica
Se encuentran en Centroamérica: desde el centro de México hasta el norte de Panamá (tanto en la vertiente  pacífico como el  Atlántico).